# Chủ nghĩa tự do hiện đại tại Hoa Kỳ
Chủ nghĩa tự do hiện đại Hoa Kỳ là phiên bản chủ đạo của chủ nghĩa tự do tại Hoa Kỳ. Nó kết hợp ý tưởng của tự do dân sự (civil liberty) và bình đẳng xã hội (Social equality) với sự hỗ trợ cho công bằng xã hội (social justice) và một nền kinh tế hỗn hợp (mixed economy). Thuật ngữ "chủ nghĩa tự do hiện đại" trong bài viết này chỉ đề cập đến Hoa Kỳ. Trong bối cảnh toàn cầu, triết lý này thường được gọi là chủ nghĩa tự do xã hội (social liberalism).
Triết lý tự do hiện đại của Mỹ ủng hộ mạnh mẽ chi tiêu công cộng cho các chương trình như giáo dục, chăm sóc sức khỏe (health care) và phúc lợi xã hội (welfare). Các vấn đề xã hội quan trọng ngày nay bao gồm giải quyết bất bình đẳng kinh tế (Economic inequality), quyền bỏ phiếu (voting rights) cho người thiểu số, quyền sinh sản (reproductive rights) và các quyền khác của phụ nữ (women's rights), hỗ trợ cho quyền LGBT (LGBT rights), và cải cách nhập cư (immigration reform).
Chủ nghĩa tự do hiện đại hình thành trong thế kỷ XX, với gốc rễ trong chủ nghĩa tân dân tộc (New Nationalism) của Theodore Roosevelt, Tân tự do (New Freedom) của Woodrow Wilson, Chính sách kinh tế mới (New Deal) của Franklin D. Roosevelt, Chính sách kinh tế công bằng (Fair Deal) của Harry S. Truman, Chính sách biên giới mới (New Frontier) của John F. Kennedy, và chính sách xã hội lớn (Great Society) của Lyndon B. Johnson. Những người tự do Mỹ phản đối chính sách bảo thủ ở Hoa Kỳ trên hầu hết các vấn đề, nhưng không phải tất cả. Chủ nghĩa tự do hiện đại trong lịch sử liên quan đến chủ nghĩa tự do xã hội và chủ nghĩa cấp tiến (Progressivism), mặc dù mối quan hệ hiện nay giữa các quan điểm tự do và tiến bộ vẫn đang được tranh luận.
Chủ nghĩa tự do hiện đại Mỹ thường gắn liền với Đảng Dân chủ, cũng như chủ nghĩa bảo thủ hiện đại Mỹ thường được liên kết với Đảng Cộng hòa.

## Triết lý của Chủ nghĩa tự do hiện đại

### Tự do ngôn luận
Những người tự do Mỹ mô tả mình là cởi mở để có thể thay đổi và tiếp thu những ý tưởng mới. Ví dụ, chủ nghĩa tự do thường chấp nhận những ý tưởng khoa học mà một số người bảo thủ từ chối, như quá trình tiến hóa và sự hâm nóng toàn cầu.
Những người tự do có xu hướng chống lại phán quyết của Tòa án Tối cao trong năm 2010 cho là quyền tự do ngôn luận của một tập đoàn bao gồm cả sự tự do để hiến tặng (tiền bạc, vật chất) cho bất kỳ đảng phái chính trị, chính trị gia hay các nhóm vận động hành lang nào mà họ thấy phù hợp. Tổng thống Obama cho đó là "một thắng lợi lớn cho các công ty dầu khí lớn, các ngân hàng phố Wall, các công ty bảo hiểm y tế và các nhóm lợi ích mạnh mẽ khác mà sắp xếp quyền lực của họ mỗi ngày tại Washington để át đi tiếng nói của dân Mỹ bình thường" với e ngại rằng các tập đoàn có thể dùng tiền để hối lộ hay mua chuộc mà không bị phạt.

### Đối lập với chủ nghĩa xã hội kiểu nhà nước
Nói chung, chủ nghĩa tự do phản đối chủ nghĩa xã hội khi chủ nghĩa xã hội được hiểu là một thay thế cho chủ nghĩa tư bản dựa trên sở hữu nhà nước của các phương tiện sản xuất. Người tự do Mỹ không nghĩ là các nền tảng cho đối lập chính trị và tự do có thể tồn tại khi tất cả quyền lực được trao cho nhà nước, như dưới chế độ nhà nước xã hội chủ nghĩa (nhà nước cộng sản). Cùng với sự thực dụng, cơ sở thực nghiệm chung của chủ nghĩa tự do, triết học tự do của Mỹ bao gồm ý tưởng rằng, nếu sự phong phú và bình đẳng về cơ hội có thực chất có thể đạt được thông qua một hệ thống sở hữu hỗn hợp, thì không cần phải có nhu cầu cho một bộ máy quan liêu cứng nhắc và áp bức. Một số trí thức tự do, từ những năm 1950, đã đi đến một quan điểm chung rằng thị trường tự do, khi được điều chỉnh một cách thích đáng, có thể cung cấp các giải pháp tốt hơn so với kế hoạch kinh tế từ trên xuống dưới. Kinh tế gia Paul Krugman cho rằng trong chức năng cho đến nay nhà nước chiếm ưu thế như việc phân phối năng lượng quốc gia quy mô và ngành viễn thông, việc thị trường hóa có thể nâng cao hiệu quả đáng kể. Ông cũng bảo vệ một chính sách tiền tệ lạm phát có mục tiêu, nói rằng nó "tiếp cận gần nhất mục đích thông thường của chính sách bình ổn hiện đại, đó là cách cung cấp cho nhu cầu đầy đủ một cách minh bạch, không phô trương mà không làm méo mó sự phân bổ nguồn lực". Thomas Friedman, một nhà báo có tư tưởng tự do, giống như Paul Krugman, nói chung thường bảo vệ tự do thương mại như là phương sách có nhiều khả năng cải thiện tốt hơn cho cả các quốc gia giàu và nghèo.

### Vai trò của nhà nước
Các nhà tự do trên cơ bản không nhất trí về vai trò của nhà nước. Sử gia H. W. Brands nhận xét "sự phát triển của nhà nước, theo định nghĩa có lẽ là chung nhất, là bản chất của chủ nghĩa tự do Mỹ hiện đại". Tuy nhiên, theo Paul Starr, "các hiến pháp tự do áp đặt những hạn chế về quyền lực của tất cả các nhân viên nhà nước hoặc chi nhánh của chính phủ cũng như bộ máy nhà nước như một tổng thể." 

### Đạo đức
Theo nhà ngôn ngữ học nhận thức George Lakoff, triết học tự do dựa trên năm loại cơ bản của đạo đức. Việc đầu tiên, thúc đẩy những hành xử công bằng và lương thiện (fairness), thường được mô tả như một sự nhấn mạnh về sự đồng cảm là một tính năng mong muốn. Khế ước xã hội này dựa trên nguyên tắc vàng (Hãy đối xử với người khác theo cách mình muốn được đối xử) đưa đến lý trí cho nhiều quan điểm tự do. Loại thứ hai là hỗ trợ cho những người không có thể tự giúp mình. Một tinh thần nhân đạo và từ thiện là một trong những điều được coi là tốt trong triết học tự do. Điều này dẫn đến thể loại thứ ba, mong muốn bảo vệ những người không thể tự bảo vệ mình. Thể loại thứ tư là tầm quan trọng của việc thực hiện cuộc sống của một người; cho phép một người trải nghiệm tất cả những gì họ có thể. Loại thứ năm và cuối cùng là tầm quan trọng của việc chăm sóc cho bản thân, vì chỉ có như vậy, người ta có thể hành động để giúp đỡ người khác.

## Thuật ngữ "chủ nghĩa tự do" ở Mỹ và ở châu Âu
Ngày nay, từ "chủ nghĩa tự do" được sử dụng ở các nước với các ý nghĩa khác nhau. Một trong những sự tương phản lớn nhất là giữa việc sử dụng tại Hoa Kỳ và ở châu Âu. Theo Arthur Schlesinger, Jr (viết năm 1956), "Từ chủ nghĩa tự do được dùng ở Mỹ có rất ít điểm chung với từ được sử dụng trong hoạt động chính trị của bất kỳ quốc gia châu Âu, có thể ngoại trừ nước Anh."  Tại châu Âu, chủ nghĩa tự do, thường có nghĩa là cái thỉnh thoảng được gọi là chủ nghĩa tự do cổ điển, cam kết một chính phủ hạn chế, kinh tế laissez-faire, và quyền cá nhân bất khả xâm phạm. chủ nghĩa tự do cổ điển theo ý nghĩa này đôi khi tương xứng hơn với các định nghĩa của Mỹ về Chủ nghĩa tự do cá nhân (libertarianism), mặc dù có sự khác biệt giữa chủ nghĩa tự do cổ điển và chủ nghĩa tự do cá nhân.
Ở Hoa Kỳ, thuật ngữ tổng quát 'liberalism' hầu như nói về 'modern liberalism', một phiên bản xã hội của 'classical liberalism'. Ở châu Âu, nó gọi là 'social liberalism' cũng được cổ võ bởi các đảng tự do, như nhóm Beveridge Group trong đảng Liberal Democrats (United Kingdom), Liberals (Sweden), Danish Social Liberal Party, Democratic Movement (France), Italian Republican Party hay Đảng Dân chủ Tự do (Đức).

## Thống kê về người theo chủ nghĩa tự do
Vào đầu năm 2016, Gallup cho thấy nhiều người Mỹ có tư tưởng bảo thủ (37%) hoặc trung bình (35%) hơn là tự do (24%), nhưng những người theo chủ nghĩa tự do đã dần dần gia tăng từ năm 1992, đứng ở mức cao nhất từ 24 năm nay.
Một cuộc thăm dò của Gallup năm 2015 cho thấy quan điểm xã hội tự do đã liên tục gia tăng ở Mỹ kể từ năm 1999. Tính đến năm 2015, có một số lượng xấp xỉ tương đương giữa người Mỹ có quan điểm tự do xã hội và người Mỹ bảo thủ xã hội (31% mỗi nhóm), và xu hướng tự do xã hội càng tiếp tục tăng.
Một nghiên cứu của Pew Research Center 2012 cho thấy rằng những người có tư tưởng tự do là những người có học nhất và tương đương với tiểu nhóm bảo thủ "enterprisers" trong nhóm giàu có nhất. Trong số những người cho mình là theo chủ nghĩa tự do, 49% là những người tốt nghiệp đại học và 41% có thu nhập hộ gia đình vượt quá $ 75.000, so với 27% và 28% là mức trung bình quốc gia. Chủ nghĩa tự do đã trở thành hệ tư tưởng chính trị chiếm ưu thế trong các học viện, với 44-62% cho mình theo quan điểm tự do, tùy thuộc vào các từ ngữ chính xác của cuộc khảo sát. Điều này so sánh với 40-46% theo tư tưởng tự do trong các cuộc điều tra từ năm 1969 đến năm 1984. Các ngành khoa học xã hội và nhân văn có tư tưởng tự do nhất, trong khi các bộ phận kinh doanh và kỹ thuật lại ít theo tư tưởng tự do nhất, mặc dù ngay cả trong bộ phận kinh doanh, số người tự do vượt xa số người bảo thủ là 2-1. Điều này đưa tới câu hỏi thường được đặt ra là người tự do, trung bình, có được giáo dục nhiều hơn các đối tác chính trị của họ - những người bảo thủ? Hai cuộc điều tra Zogby từ năm 2008 và 2010 khẳng định rằng những người tự xác nhận mình theo xu hướng tự do đi học đại học nhiều hơn những người tự xác nhận mình là người bảo thủ. Các cuộc thăm dò đã phát hiện ra rằng người Mỹ trẻ tuổi có quan điểm tự do hơn so với dân chúng nói chung. Tính đến năm 2009, 30% số người từ 18-29 tuổi có tư tưởng tự do. Trong năm 2011, điều này đã thay đổi thành 28%, với những người ôn hòa chiếm lấy hai phần trăm này.

## Lịch sử của chủ nghĩa tự do hiện đại ở Hoa Kỳ
Sử gia và người ủng hộ chủ nghĩa tự do Arthur Schlesinger Jr. khám phá sâu rộng di sản của chủ nghĩa dân chủ theo quan điểm Jackson về ảnh hưởng của nó đối với Franklin Roosevelt. Robert V. Remini, người viết tiểu sử của Andrew Jackson cho biết: " Dân chủ kiểu Jackson, áp dụng khái niệm về dân chủ càng rộng chừng nào khi nó vẫn còn khả thi.... Và như vậy nó đã truyền cảm hứng cho rất nhiều sự kiện năng động và kịch tính của thế kỷ XIX và XX trong lịch sử Mỹ-Chủ nghĩa dân tuý, chủ nghĩa cấp tiến, Chính sách kinh tế mới và công bằng, và các chương trình Biên giới mới (New Frontier) và chính sách xã hội lớn là một trong những sự kiện rõ ràng nhất. "
Năm 1956, Schlesinger nói rằng chủ nghĩa tự do tại Hoa Kỳ bao gồm cả một hình thức "laissez-faire" và một hình thức "chính phủ can thiệp" (vào kinh tế). Ông cho rằng chủ nghĩa tự do tại Hoa Kỳ là nhằm hướng tới việc đạt được "bình đẳng về cơ hội cho tất cả", nhưng phương tiện đạt được điều này thay đổi tùy thuộc vào hoàn cảnh. Ông nói rằng "quá trình xác định lại chủ nghĩa tự do về nhu cầu xã hội của thế kỷ 20 đã được tiến hành bởi Theodore Roosevelt và chính sách dân tộc mới của ông, Woodrow Wilson và Tự do mới, cũng như Franklin D. Roosevelt và chính sách kinh tế mới. Từ ba thời kỳ đổi mới đã xuất hiện quan niệm về một nhà nước phúc lợi xã hội, trong đó chính phủ quốc gia có nghĩa vụ rõ ràng là phải duy trì mức độ cao của người dân có công việc làm trong nền kinh tế, giám sát các tiêu chuẩn sống và lao động, điều chỉnh các phương pháp cạnh tranh kinh doanh, và thiết lập mô hình toàn diện về an sinh xã hội."
Một số người phân biệt giữa "chủ nghĩa tự do cổ điển của Mỹ" ("American classical liberalism") và "chủ nghĩa tự do mới" (chủ nghĩa tự do xã hội).

### Thời kỳ cấp tiến
Phong trào cấp tiến nổi lên trong những năm 1890 và bao gồm cải cách trí tuệ đặc trưng bởi nhà xã hội học Lester Frank Ward và kinh tế học Richard T. Ely. Họ chuyển biến chủ nghĩa tự do Victoria, giữ lại cam kết của mình với quyền tự do dân sự và quyền cá nhân trong khi từ bỏ vận động cho nền kinh tế laissez-faire. Ward giúp xác định những gì sẽ trở thành nhà nước phúc lợi hiện đại sau năm 1933. Những điều này thường hỗ trợ các công đoàn lao động của tầng lớp lao động ngày càng tăng, và đôi khi ngay cả những người theo chủ nghĩa xã hội bên cánh tả so với họ. Phong trào Tin Mừng xã hội là một phong trào trí thức Tin lành đã giúp định hình chủ nghĩa tự do đặc biệt từ những năm 1890 đến những năm 1920. Nó áp dụng đạo đức Kitô giáo đến các vấn đề xã hội, đặc biệt là các vấn đề công bằng xã hội như bất bình đẳng kinh tế, nghèo đói, nghiện rượu, tội phạm, những căng thẳng về chủng tộc, khu ổ chuột, môi trường ô uế, lao động trẻ em, liên đoàn lao động không thể thích nghi đầy đủ với xã hội, trường yếu kém, và nguy cơ chiến tranh. Cha mẹ Lyndon B. Johnson hoạt động trong Tin Mừng xã hội và ông đã hiến thân đời mình cho nó, tìm cách chuyển đổi các vấn đề xã hội thành các vấn đề đạo đức. Điều này giúp giải thích sự dấn thân lâu năm của ông về công bằng xã hội, được biểu trưng bởi chính sách xã hội lớn và cam kết của ông về bình đẳng chủng tộc. Tin Mừng xã hội rõ ràng đã gây cảm hứng cho ông về cách tiếp cận chính sách đối ngoại của mình đến một loại chủ nghĩa quốc tế Kitô và xây dựng đất nước.,Trong triết học và giáo dục John Dewey đã gây nhiều ảnh hưởng.
Trong những năm 1900-1920 những người tự do tự gọi họ là "cấp tiến." Họ tập hợp đằng sau đảng Cộng hòa do Theodore Roosevelt và Robert LaFollette lãnh đạo, cũng như đảng Dân chủ cầm đầu bởi William Jennings Bryan và Woodrow Wilson để chống tham nhũng, lãng phí và các tập đoàn lớn. Họ nhấn mạnh những lý tưởng công bằng xã hội và việc sử dụng chính phủ để giải quyết các vấn đề xã hội và kinh tế. Những người làm việc xã hội như Jane Addams là những lãnh tụ theo truyền thống tự do. Tuy nhiên có sự căng thẳng giữa sự cảm thông với các công đoàn lao động và mục tiêu để áp dụng chuyên môn khoa học của các chuyên gia trung lập. Khi người tự do trở thành những người chống cộng sản trong những năm 1940 họ thanh trừng cánh tả ra khỏi phong trào tự do.
Nhà văn chính trị Herbert Croly (1869-1930) giúp đỡ định nghĩa 'chủ nghĩa tự do mới' thông qua tạp chí New Republic (1914-hiện tại), và nhiều cuốn sách có ảnh hưởng. Croly trình bày trường hợp của một nền kinh tế kế hoạch, tăng chi tiêu cho giáo dục, và việc tạo ra một xã hội dựa trên "tình anh em của loài người". Cuốn sách của ông The Promise of American Life (1909) (Hứa hẹn của đời sống Hoa Kỳ), có ảnh hưởng lớn, đề xuất nâng cao tiêu chuẩn sống bằng cách lập kế hoạch kinh tế; Croly chống đối việc công đoàn hóa quá mức. Trong cuốn The Techniques of Democracy (Các kỹ thuật của dân chủ) (1915), ông lập luận chống lại cả chủ nghĩa cá nhân giáo điều và chủ nghĩa xã hội giáo điều.
Nhà sử học Vernon Louis Parrington năm 1928 đoạt giải Pulitzer nhờ cuốn những dòng chính trong tư tưởng của Mỹ (Main Currents in American Thought). Đó là một lịch sử trí thức có ảnh hưởng lớn của Mỹ từ thời kỳ thuộc địa đến đầu thế kỷ 20. Nó được viết tốt và đầy đam mê về giá trị của nền dân chủ theo kiểu Jefferson và giúp xác định và tôn vinh những anh hùng tự do, ý tưởng của họ và nguyên nhân. Parrington lập luận vào năm 1930 rằng: "Từ nửa thế kỷ trở lên tư tưởng chính trị sáng tạo ở Mỹ phần lớn là nông nghiệp phương tây, và từ nguồn này đưa đến những tư tưởng dân chủ để cung cấp sản phẩm của một chủ nghĩa tự do sau đó." 
 Năm 1945, nhà sử học Arthur Schlesinger, Jr., lập luận trong The Age of Jackson rằng, chủ nghĩa tự do cũng nổi lên từ nền dân chủ kiểu Jackson và những tư tưởng lao động quá khích của các thành phố ở miền Đông, qua đó kết nối nó với ảnh hưởng đô thị của chính sách kinh tế mới của Roosevelt.

### Người Cộng hòa tự do
Thời kỳ tổng thống Abraham Lincoln, với sự nhấn mạnh vào một chính phủ liên bang mạnh về tuyên bố chủ quyền của nhà nước, trên tinh thần kinh doanh rộng rãi, và tự do cá nhân chống lại quyền sở hữu của chủ các nô lệ, đặt nhiều nền tảng cho sự quản trị đảng Cộng hòa tự do trong tương lai. Yếu tố tự do của đảng Cộng hòa trong những năm đầu thế kỷ 20 tiêu biểu là Theodore Roosevelt trong giai đoạn 1907-1912 (Roosevelt bảo thủ hơn tại các điểm khác). Những người Cộng hòa tự do khác bao gồm Thượng nghị sĩ Robert M. La Follette, Sr., và con trai của ông ở Wisconsin (từ khoảng 1900-1946), và các nhà lãnh đạo miền Tây như Thượng nghị sĩ Hiram Johnson ở California, Thượng nghị sĩ George W. Norris ở Nebraska, Thượng nghị sĩ Bronson M. Cutting ở New Mexico, nghị sĩ Jeannette Rankin ở Montana, và Thượng nghị sĩ William Borah ở Idaho, từ khoảng 1900 đến khoảng năm 1940. Nhìn chung, họ có tư tưởng tự do trong chính sách đối nội, hỗ trợ các công đoàn, và hỗ trợ phần lớn cho chính sách New Deal. Tuy nhiên họ mạnh mẽ theo chủ nghĩa biệt lập trong chính sách đối ngoại. Nhưng vào thập niên năm 1940 quan điểm này dần dần biến mất. Bắt đầu từ những năm 1930 một số đảng viên Cộng hòa chủ yếu là ở miền Đông Bắc chấp nhận các quan điểm tự do hiện đại liên quan đến các công đoàn lao động, vấn đề chi tiêu và chính sách New Deal. Họ bao gồm Thống đốc Harold Stassen Minnesota, Thống đốc Thomas E. Dewey của New York, Thống đốc Earl Warren California, Thượng nghị sĩ Clifford P. Case của New Jersey, Henry Cabot Lodge, Jr., Massachusetts, Thượng nghị sĩ Prescott Bush Connecticut (cha của George HW Bush), Thượng nghị sĩ Jacob K. Javits của New York, Thống đốc William Scranton ở Pennsylvania, và Thống đốc George Romney Michigan. Đáng chú ý nhất trong tất cả nhóm này là Thống đốc Nelson Rockefeller ở New York.
Trong khi các phương tiện truyền thông thường gọi họ là "Người Cộng hòa của Rockefeller", những người Cộng hòa tự do không bao giờ hình thành một phong trào có tổ chức, và thiếu một nhà lãnh đạo được công nhận. Họ thúc đẩy tăng trưởng kinh tế và nhà nước cao và việc chi tiêu tiểu bang và liên bang cao, trong khi chấp nhận mức thuế cao và luật pháp tự do hơn nhiều, với điều kiện họ có thể quản lý nó một cách hiệu quả hơn. Họ phản đối bộ máy thành phố lớn của đảng Dân chủ trong khi hoan nghênh sự hỗ trợ từ các công đoàn lao động và các doanh nghiệp lớn như nhau. Tôn giáo và các vấn đề xã hội không được đặt nặng trong chương trình nghị sự của họ. Trong chính sách đối ngoại họ là những người quốc tế, hỗ trợ cho những thành phần dung hòa  như Dwight D. Eisenhower hơn là nhà lãnh đạo bảo thủ Robert A. Taft vào năm 1952. Họ thường được gọi là giới "thống trị miền Đông" bởi những nhà bảo thủ như Barry Goldwater  Những nhà bảo thủ phe Barry Goldwater đã tranh đấu với nhóm này, đánh bại Rockefeller trong cuộc bầu cử sơ bộ năm 1964, và cuối cùng cho về hưu hầu hết các thành viên của nó, mặc dù một số đã trở thành những nhà Dân chủ như Thượng nghị sĩ Charles Goodell và Thị trưởng John Lindsay ở New York. Khi làm Tổng thống, Richard Nixon áp dụng nhiều quan điểm của chủ nghĩa tự do liên quan đến môi trường, phúc lợi, và nghệ thuật. Sau khi Thượng nghị sĩ John B. Anderson của Illinois bỏ đảng vào năm 1980 và tranh cử như một ứng viên độc lập đối đầu với Reagan, yếu tố tự do của đảng Cộng hòa (GOP) dần dần biến mất. Những "thành trì" cũ của họ bây giờ được giữ bởi những người của đảng Dân chủ.

### The New Deal
Tổng thống Franklin D. Roosevelt (FDR) nhậm chức vào năm 1933 trong bối cảnh thảm họa kinh tế của cuộc Đại khủng hoảng, mang tới cho đất nước một chính sách New Deal nhằm giảm bớt sự tuyệt vọng kinh tế và nạn thất nghiệp, cung cấp nhiều cơ hội hơn, và khôi phục sự thịnh vượng. Nhiệm kỳ tổng thống của ông (kéo dài từ 1933-1945, dài nhất trong lịch sử Hoa Kỳ) đã được đánh dấu bởi sự nâng cao vai trò của chính phủ liên bang trong việc giải quyết các vấn đề kinh tế và xã hội của đất nước. Các chương trình hỗ trợ công việc cung cấp việc làm, các dự án đầy tham vọng như Tennessee Valley Authority được tạo ra để thúc đẩy phát triển kinh tế, và một hệ thống an sinh xã hội được thành lập. Chính quyền Roosevelt được các nhà cấp tiến tại Quốc hội hỗ trợ trong các nỗ lực của nó, với các cuộc bầu cử Quốc hội giữa nhiệm kỳ vào năm 1934 đưa tới một tòa nhà đại biểu cấp tiến hơn sẵn sàng hỗ trợ các biện pháp tiến bộ, "tự do mới".
Khi chủ nghĩa tự do mới chiếm ưu thế vào năm 1935, cả hai viện của Quốc hội tiếp tục chiếm đa số biểu quyết chấp thuận cho các chính sách công mà thường được gọi là "tự do". Các nhà Bảo thủ chỉ chiếm một thiểu số rõ rệt trong Quốc hội từ 1933-1937 và bị đe dọa rơi vào lãng quên trong một thời gian.
Đại khủng hoảng dường như chấm dứt vào năm 1936, nhưng lại tái phát trong 1937-1938 tiếp tục gây ra thất nghiệp dài hạn. Việc làm đầy đủ đạt được với sự huy động toàn thể các nguồn lực kinh tế, xã hội và quân sự của Hoa Kỳ trong Thế chiến II. Vào thời điểm đó các chương trình cứu trợ chính như WPA và CCC đã kết thúc. Arthur Herman cho rằng FDR phục hồi sự thịnh vượng sau năm 1940 bằng sự hợp tác chặt chẽ với các doanh nghiệp lớn, mặc dù trong năm 1939, khi được hỏi: "Bạn có nghĩ rằng thái độ của chính quyền Roosevelt đối với doanh nghiệp làm trì hoãn sự phục hồi kinh doanh", người dân Mỹ trả lời "có" với con số hơn 2 chọi 1.
Các chương trình New Deal để làm giảm sự suy thoái nói chung được coi là một thành công trong việc chấm dứt tình trạng thất nghiệp. Vào thời điểm đó nhiều chương trình New Deal - đặc biệt là CCC - được ưa chuộng. Những người tự do hoan nghênh chúng vì chúng cải thiện cuộc sống của người dân thường, và cung cấp công ăn việc làm cho người thất nghiệp, bảo vệ pháp lý cho công đoàn viên lao động, cung cấp các dụng cụ hiện đại cho nông thôn Mỹ, lương đủ sống cho người lao động nghèo, và ổn định giá cả cho các gia đình nông dân. Việc phát triển kinh tế cho người thiểu số, tuy nhiên, đã bị cản trở bởi sự kỳ thị, một vấn đề thường bị chính quyền Roosevelt tránh né.

### Chính sách đối ngoại của FDR
Trong vấn đề quốc tế, thời kỳ của tổng thống Roosevelt cho đến năm 1938 phản ánh chủ nghĩa cô lập mà trên thực tế xảy ra ở tất cả các chính sách chính trị Mỹ vào thời điểm đó. Sau năm 1938, ông chuyển sang chủ nghĩa can thiệp khi thế giới lao đầu vào chiến tranh. Nhóm Tự do chia rẽ về chính sách đối ngoại: nhiều người theo Roosevelt, trong khi những người khác như John L. Lewis của Congress of Industrial Organizations, nhà sử học Charles A. Beard và gia đình Kennedy phản đối ông. Tuy nhiên, Roosevelt có thêm những người ủng hộ từ phe bảo thủ, chẳng hạn như Đảng viên Cộng hòa Henry Stimson, người đã trở thành bộ trưởng bộ chiến tranh của ông vào năm 1940, và Wendell Willkie, người đã làm việc chặt chẽ với FDR sau khi thua ông trong cuộc bầu cử năm 1940. Dự báo về thời kỳ hậu chiến, Roosevelt ủng hộ mạnh mẽ đề xuất tạo ra một tổ chức Liên Hợp Quốc như một phương tiện để khuyến khích hợp tác lẫn nhau để giải quyết các vấn đề trên sân trường quốc tế. Cam kết của ông với lý tưởng của chủ nghĩa quốc tế là theo truyền thống của Woodrow Wilson, ngoại trừ FDR học được từ những sai lầm của Wilson về Hội Quốc Liên; FDR cho người đảng Cộng hòa tham dự vào việc định hình chính sách đối ngoại, và khẳng định Hoa Kỳ có quyền phủ quyết tại Liên Hợp Quốc.

### Chính sách kinh tế công bằng của Truman
Cho đến khi ông trở thành tổng thống, những người tự do thường không xem Harry S. Truman là một trong những người của họ, chỉ xem ông như một người khích động chính trị trong Đảng Dân chủ. Tuy nhiên, các chính trị gia tự do và các tổ chức tự do như các công đoàn và tổ chức người Mỹ cho hành động Dân chủ (ADA) hỗ trợ các đề xuất kinh tế công bằng tự do của Truman để tiếp tục và mở rộng New Deal. Alonzo Hamby lập luận rằng Fair Deal phản ánh "trung tâm sống động" trong việc tiếp cận chủ nghĩa tự do mà bác bỏ chế độ độc tài toàn trị, nghi ngờ việc tập trung quá nhiều quyền lực của chính phủ, và vinh danh New Deal là một nỗ lực để đạt được một hệ thống tư bản tiến bộ. Kiên cố dựa trên truyền thống New Deal trong vận động của luật pháp xã hội trên phạm vi rộng, Fair Deal khác biệt đủ để khẳng định một bản sắc riêng biệt. Tình trạng trì trệ về kinh tế không trở lại sau chiến tranh và Fair Deal đối mặt với sự thịnh vượng và một tương lai lạc quan. Những người Fair Deal nghĩ về sự phong phú hơn là trì trệ khan hiếm. Kinh tế gia Leon Keyserling lập luận rằng nhiệm vụ của tự do là để truyền bá những lợi ích của sự phong phú trong xã hội bằng cách kích thích tăng trưởng kinh tế. Bộ trưởng Nông nghiệp Charles F. Brannan muốn mở rộng những lợi ích của sự phong phú nông nghiệp và khuyến khích sự phát triển của một liên minh Dân chủ thành thị-nông thôn. Tuy nhiên, "Kế hoạch Brannan" đã bị thất bại vì sự tự tin thiếu thực tế của nó trong khả năng đoàn kết lao động thành thị và các người làm chủ nông trại còn đa nghi về sự nổi dậy ở nông thôn. Liên Minh Bảo thủ của những người theo đảng Dân chủ ở miền Nam và đảng Cộng hòa ở miền Bắc trong Quốc hội chặn lại Fair Deal một cách hiệu quả và gần như tất cả pháp luật tự do từ cuối thập niên 1930 đến năm 1960. Chiến tranh Triều Tiên làm cho chi tiêu quân sự trở thành ưu tiên của quốc gia.
Sử gia của Đại học Stanford Barton Bernstein, trong thập niên 1960, từ chối vinh danh Truman vì thất bại trong việc khai triển chương trình New Deal, và vì chống cộng quá mức ở quê nhà.

### Thập niên 1950
Đấu tranh chống chủ nghĩa bảo thủ là không được đặt nặng trong chương trình nghị sự của những người tự do, vì khoảng năm 1950 tư tưởng tự do đã quá lý trí chi phối về mặt trí tuệ đến nỗi nhà phê bình văn học Lionel Trilling lưu ý rằng "chủ nghĩa tự do không chỉ chiếm ưu thế mà là truyền thống trí thức duy nhất... không có ý tưởng bảo thủ hay phản động đang lưu truyền. "
Hầu hết các sử gia thấy chủ nghĩa tự do nằm trong tình trạng lặng gió trong những năm 1950, với các tia lửa cũ của những giấc mơ New Deal lu mờ bởi sự tự mãn phù phiếm và bởi chủ nghĩa bảo thủ của thời kỳ Eisenhower. Adlai Stevenson bị đánh bại nặng nề trong hai cuộc tranh cử, và ông đã trình bày vài đề nghị tự do mới ngoài một gợi ý cho một lệnh cấm trên toàn thế giới về việc thử hạt nhân. Nhiều người tự do than vãn sự sẵn sàng của các nhà lãnh đạo đảng Dân chủ trong Quốc hội (Lyndon B. Johnson và Sam Rayburn) để cộng tác với Eisenhower, và sự cam kết của các công đoàn AFL-CIO và hầu hết các phát ngôn viên chủ nghĩa tự do như thượng nghị sĩ Hubert Humphrey và Paul Douglas để chống cộng sản ở trong và ngoài nước. Họ làm giảm sự chú ý đã sẵn yếu kém của những người tự do dành cho Phong trào Dân quyền non trẻ.

### Đại Xã hội: 1964-68
Đỉnh cao của chủ nghĩa tự do bước vào giữa những năm 1960 với sự thành công của Tổng thống Lyndon B. Johnson (1963-1969) trong việc đảm bảo Quốc hội thông qua chương trình Đại Xã hội của mình, bao gồm các quyền dân sự, kết thúc sự phân biệt chủng tộc, Medicare (chăm sóc y tế), mở rộng phúc lợi, viện trợ liên bang cho giáo dục ở tất cả các cấp, trợ cấp cho nghệ thuật và nhân văn, các hoạt động môi trường, và một loạt các chương trình được thiết kế để quét sạch đói nghèo. Các nhà sử học gần đây đã giải thích: "Dần dần, trí thức tự do chế tác một tầm nhìn mới để đạt được công bằng kinh tế và xã hội. Chủ nghĩa tự do của những năm 1960 không có một dấu hiệu nào của chủ nghĩa cực đoan, ít bố trí để làm sống lại cuộc thập tự chinh kỷ nguyên new deal chống lại sức mạnh kinh tế tập trung, và không có ý định thổi bùng lên những say mê giai cấp hoặc phân phối lại sự giàu có hoặc tái cơ cấu các tổ chức hiện có. Về mặt quốc tế nó chống Cộng mạnh mẽ, nhằm mục đích để bảo vệ thế giới tự do, khuyến khích tăng trưởng kinh tế trong nước, và đảm bảo sự phong phú do đó mà ra, được phân phối công bằng. Chương trình nghị sự của họ chịu nhiều ảnh hưởng bởi lý thuyết kinh tế Keynes hình dung chi tiêu công lớn để tăng tốc độ tăng trưởng kinh tế, rồi cung cấp các nguồn lực công để tài trợ phúc lợi, nhà ở, y tế, và các chương trình giáo dục lớn hơn. "
Johnson được tưởng thưởng với một thắng cử lớn vào năm 1964 chống lại nhà bảo thủ Barry Goldwater, phá vỡ sự kiểm soát nhiều thập kỷ dài của Quốc hội bởi liên minh Bảo thủ. Nhưng đảng Cộng hòa vụt lên trở lại vào năm 1966, và khi đảng Dân chủ bị phân tán thành nhiều phe, Richard Nixon của đảng Cộng hòa được bầu làm tổng thống vào năm 1968. Đối đầu với một Quốc hội nói chung là dân chủ tự do trong nhiệm kỳ tổng thống của mình, Nixon đã sử dụng quyền lực của mình qua các cơ quan hành pháp để cản trở sự uỷ quyền của những chương trình mà ông đã phản đối. Theo ghi nhận của một người quan sát, "Ông ấy (Nixon) tuyên bố quyền" ngăn chặn ", hay giữ lại, số tiền quốc hội dùng để hỗ trợ những chương trình này." 
Tuy nhiên, phần lớn Nixon tiếp tục các chương trình New Deal và Đại Xã hội mà ông thừa hưởng; phản ứng bảo thủ đến với cuộc bầu cử Ronald Reagan vào năm 1980.

### Người tự do và phong trào dân quyền
Chủ nghĩa tự do thời chiến tranh lạnh nổi lên tại một thời điểm khi hầu hết người Mỹ gốc Phi, đặc biệt là ở miền Nam, bị tước quyền bầu cử chính trị và kinh tế. Bắt đầu với To Secure These Rights (Để bảo đảm những quyền này), một báo cáo chính thức của tòa Nhà Trắng Truman vào năm 1947, những người tự xưng là theo chủ nghĩa tự do ngày càng đi theo phong trào dân quyền. Năm 1948, Tổng thống Truman xoá bỏ sự phân biệt chủng tộc ở các lực lượng vũ trang và đảng Dân chủ chèn thêm một điều khoản dân quyền trong nền tảng của đảng Dân chủ. Nhà hoạt động da đen, nổi bật nhất là Martin Luther King, leo thang kích động khắp miền Nam, đặc biệt là ở Birmingham, Alabama, nơi các chiến thuật cảnh sát tàn bạo làm phẫn nộ khán giả truyền hình quốc gia. Phong trào dân quyền đến cao điểm trong cuộc "diễu hành tới Washington" (March on Washington) vào tháng 5 năm 1963, nơi King đọc bài phát biểu "I Have a Dream" gây ấn tượng sâu sắc. Các hoạt động đưa dân quyền lên hàng đầu của chương trình nghị sự chính trị tự do và tạo điều kiện thông qua đạo luật quyền dân sự năm 1964 (Civil Rights Act of 1964) quyết định, kết thúc vĩnh viễn sự phân biệt chủng tộc ở Hoa Kỳ, và Đạo luật về quyền bầu cử năm 1965, đảm bảo cho người da đen quyền bỏ phiếu, quy định thực thi mạnh mẽ khắp miền Nam xử lý bởi bộ Tư pháp liên bang.
Giữa những năm 1960, quan hệ giữa người tự do da trắng và phong trào dân quyền ngày càng trở nên căng thẳng; các nhà lãnh đạo dân quyền cáo buộc các chính trị gia tự do hòa giải tạm thời và trì hoãn. Mặc dù Tổng thống Kennedy gửi quân đội liên bang bắt buộc trường đại học Mississippi thừa nhận người Mỹ gốc Phi James Meredith vào năm 1962, và lãnh đạo dân quyền Martin Luther King, Jr. bớt gay gắt tại cuộc "diễu hành tới Washington" (1963) theo chỉ thị của Tổng thống Kennedy, sự thất bại để bầu đại biểu Đảng Dân chủ Tự do Mississippi tại Hội nghị Dân chủ Quốc gia 1964 cho thấy một sự rạn nứt ngày càng tăng. Tổng thống Johnson không thể hiểu tại sao các luật về dân quyền khá ấn tượng thông qua dưới sự lãnh đạo của ông đã thất bại trong việc ngăn ngừa cho các thành phố miền Bắc và phương Tây khỏi bạo động.
Đồng thời, các phong trào dân quyền tự nó đã trở thành rạn nứt. Đến năm 1966, một phong trào Black Power xuất hiện; những người ủng hộ Black Power cáo buộc những người tự do da trắng cố gắng kiểm soát các chương trình nghị sự dân quyền. Những người ủng hộ Black Power muốn người Mỹ gốc Phi theo một mô hình "dân tộc" để đạt được sức mạnh, không khác gì bộ máy chính trị dân chủ ở các thành phố lớn. Điều này đưa tới va chạm với các chính trị gia ở đô thị. Và, trên các khía cạnh cực đoan nhất, phong trào Black Power bao gồm những người phân chia chủng tộc cực đoan, những người muốn từ bỏ hội nhập hoàn toàn, một chương trình mà không được tán thành bởi người tự do Mỹ thuộc bất kỳ chủng tộc nào. Sự tồn tại của các cá nhân đó (những người luôn luôn được các phương tiện truyền thông chú ý hơn so với con số thực tế của họ được chứng thực) góp phần vào "white backlash" (sự phản ứng của người da trắng) chống lại chủ nghĩa tự do và các nhà hoạt động dân quyền.
Những người tự do đến trễ với phong trào đòi quyền bình đẳng cho phụ nữ. Nói chung, họ đã đồng ý với Eleanor Roosevelt, rằng phụ nữ cần bảo vệ đặc biệt, đặc biệt là liên quan đến giờ làm việc, làm việc ban đêm, và làm việc thể chất nặng. Tu chính quyền Bình Đẳng (ERA) lần đầu tiên được đề xuất vào những năm 1920 bởi Alice Paul, kêu gọi chủ yếu cho phụ nữ của tầng lớp trung lưu làm việc. Tại Hội nghị Dân chủ Quốc gia vào năm 1960, một đề xuất để ủng hộ ERA đã bị từ chối sau khi nó đã gặp sự phản đối rõ ràng từ các nhóm tự do bao gồm cả các công đoàn lao động, AFL-CIO, American Civil Liberties Union (ACLU), Người Mỹ cho Hành động Dân chủ (ADA), Liên bang Mỹ của giáo viên, Hội y tá Mỹ, Bộ phận phụ nữ của Giáo hội Methodist, và Hội đồng Quốc gia Do Thái, Thiên Chúa giáo, và người phụ nữ da đen.

### Người tân bảo thủ
Một số người tự do chuyển sang cánh hữu và trở thành người tân bảo thủ trong thập niên 1970. Nhiều người được cổ vũ bởi chính sách đối ngoại, có quan điểm chống Liên Xô và ủng hộ Israel mạnh mẽ. Một số người ủng hộ Thượng nghị sĩ Henry ("Scoop") Jackson, được ghi nhận có các quan điểm mạnh mẽ của ông ủng hộ lao động và chống lại chủ nghĩa cộng sản. Nhiều người tân bảo thủ tham gia chính quyền Ronald Reagan và George H. Bush, và lên tiếng tấn công chủ nghĩa tự do trong cả hai phương tiện truyền thông phổ biến và các ấn phẩm học thuật. 

### Tấn công từ cánh tả mới
Chủ nghĩa tự do bị tấn công từ cả cánh Tả mới trong đầu thập niên 1960 và cánh Hữu vào cuối những năm 1960. Kazin (1998) cho biết, "Các người tự do, lo lắng chống trả các cuộc tấn công của cánh Hữu sau chiến tranh, đã phải đối mặt trong những năm 1960 bởi một đối thủ rất khác biệt: một phong trào cực đoan, chủ yếu, được lãnh đạo bởi con em của họ, "cánh Tả mới" da trắng. Kazin nói, nguyên tố mới này làm việc để "lật đổ trật tự tự do hư hỏng". Thật vậy, như Maurice Isserman lưu ý, New Left "sử dụng từ tự do như một tính ngữ chính trị". Slack (2013) lập luận rằng cánh Tả mới, nói rộng hơn, là thành phần chính trị tách ra khỏi chủ nghĩa tự do diễn ra trên nhiều lĩnh vực học thuật: triết học, tâm lý học, và xã hội học. Trong triết học, chủ nghĩa hiện sinh (existentialism) và chủ nghĩa Mác mới (Neo-Marxism) bác bỏ chủ nghĩa công cụ (instrumentalism) của John Dewey, trong tâm lý học, Wilhelm Reich, Paul Goodman, Herbert Marcuse, và Norman O. Brown từ chối giảng dạy sự kiềm chế (regression) và sự thăng hoa (sublimation) của Freud, trong xã hội học, C. Wright Mills bác bỏ chủ nghĩa thực dụng của John Dewey cho những lời giảng của Max Weber.
Cuộc tấn công không chỉ giới hạn ở Hoa Kỳ, vì cánh Tả mới là một phong trào trên toàn thế giới với sức mạnh tại những nước ở Tây Âu cũng như Nhật Bản. Các cuộc biểu tình lớn ở Pháp, ví dụ, lên án chủ nghĩa đế quốc Mỹ và "những người giúp đỡ" của họ trong các chính phủ Tây Âu.
Hoạt động chính của cánh Tả mới trở thành đối lập với sự tham gia của Mỹ trong chiến tranh Việt Nam được tiến hành bởi Tổng thống tự do Lyndon Johnson. Các phong trào chống chiến tranh leo thang sự sôi nổi về tranh luận, cũng như bạo lực bùng ra ở cả hai bên. Đỉnh điểm đến trong các cuộc biểu tình kéo dài tại Hội nghị Quốc gia 1968 của đảng Dân chủ. Những người tự do phản công lại, với Zbigniew Brzezinski, cố vấn trưởng chính sách đối ngoại của chiến dịch Humphrey năm 1968, nói rằng New Left "đe dọa chủ nghĩa tự do Mỹ" trong một phong cách làm nhớ tới chủ nghĩa McCarthy. Trong khi cánh Tả mới coi Humphrey như là một tên tội phạm chiến tranh, Nixon tấn công ông ta là người của New Left với "một thái độ cá nhân nuông chiều và dễ dãi với những người vô pháp luật". Beinart kết luận rằng "với một nước tự chia rẽ lẫn nhau, sự khinh miệt đối với Hubert Humphrey là một trong những điều mà cánh Tả và cánh Hữu có thể đồng ý." 
Sau năm 1968, cánh Tả mới mất sức mạnh và các cuộc tấn công nghiêm trọng hơn về chủ nghĩa tự do đến từ cánh Hữu. Tuy nhiên, tư tưởng tự do đã mất sức hấp dẫn của nó. Nhà bình luận tự do E. J. Dionne cho rằng, "Nếu tư tưởng tự do đã bắt đầu sụp đổ về mặt trí tuệ trong những năm 1960 nó đã trở thành như vậy một phần là vì cánh Tả mới đại diện cho một nhóm có khả năng hùng biện cao và có thể phá hoại".

### Liberals và Chiến tranh Việt Nam
Trong khi phong trào dân quyền cô lập những người tự do với các đồng minh cũ của họ, Chiến tranh Việt Nam gây chia rẽ trong hàng ngũ tự do, chia thành phe ủng hộ chiến tranh ("diều hâu") như Thượng nghị sĩ Henry M. Jackson và phe "bồ câu" như ứng cử viên Tổng thống 1972 Thượng nghị sĩ George McGovern. Khi chiến tranh đã trở thành vấn đề chính trị hàng đầu trong ngày, thỏa thuận về những vấn đề trong nước không đủ để giữ sự đồng thuận giữa những người tự do với nhau. Trong chiến dịch tranh cử tổng thống năm 1960, Kennedy có tư tưởng tự do trong chính sách đối nội nhưng bảo thủ về chính sách đối ngoại, kêu gọi một lập trường chống lại chủ nghĩa cộng sản hung tợn hơn đối thủ của mình Richard Nixon.
Phản đối chiến tranh đầu tiên nổi lên từ New Left và các nhà lãnh đạo da đen như Martin Luther King. Đến năm 1967, tuy nhiên, những người đối lập ngày càng tăng từ trong hàng ngũ tự do, dẫn đầu vào năm 1968 bởi Thượng nghị sĩ Eugene McCarthy và Robert Kennedy. Sau khi tổng thống của đảng Dân chủ Lyndon Johnson công bố, tháng 3 năm 1968, rằng ông sẽ không tái tranh cử, Kennedy và McCarthy tranh đấu lẫn nhau để được đề cử, với Kennedy vượt hơn McCarthy trong một loạt các bầu cử sơ bộ của đảng Dân chủ. Sau đó, vụ ám sát loại bỏ Kennedy khỏi cuộc đua và Phó Tổng thống Hubert Humphrey nổi lên từ Hội nghị Dân chủ Quốc gia năm 1968 thảm hại, được đề cử tranh cử tổng thống cho một đảng chia rẽ sâu sắc. Trong khi đó, thống đốc Alabama George Wallace tuyên bố tranh cử như là một đảng thứ ba, và ông đã lôi kéo nhiều người da trắng thuộc tầng lớp lao động ở nông thôn miền Nam và thành phố lớn miền Bắc, hầu hết trong số họ đã trung thành với đảng Dân chủ. Những người tự do, dẫn đầu bởi các công đoàn lao động, tập trung tấn công vào Wallace, trong khi Richard Nixon lãnh đạo một đảng Cộng hòa thống nhất mang lại chiến thắng.

### Liên đoàn lao động
Liên đoàn lao động là thành phần chủ yếu của chủ nghĩa tự do, hoạt động thông qua liên minh New Deal. Các công đoàn đã hỗ trợ mạnh mẽ cho cuộc chiến tranh Việt Nam, qua đó chia cách với người da đen, với giới trí thức và các nhóm sinh viên của chủ nghĩa tự do. Dần dần, các nhóm bất đồng chính kiến như Liên minh Tiến bộ, Liên minh Năng lượng Công dân Lao động và Ủy ban lao động quốc gia tách khỏi sự chi phối của AFL-CIO, mà họ coi là quá bảo thủ. Năm 1995, những người tự do lại nắm được quyền kiểm soát AFL-CIO, dưới sự lãnh đạo của John Sweeney của Liên đoàn Quốc tế nhân viên Dịch vụ (SEIU). Thành viên công đoàn trong khu vực tư nhân đã giảm từ 33% xuống còn 7%, đưa tới kết quả là giảm đi thế lực chính trị. Năm 2005 SEIU, bây giờ do Andy Stern lãnh đạo tách ra từ AFL-CIO để hình thành liên minh riêng của nó, Change to Win Federation, để hỗ trợ chủ nghĩa tự do, bao gồm cả các chương trình nghị sự Obama, đặc biệt là cải tổ chăm sóc sức khỏe. Stern nghỉ hưu vào năm 2010. Mặc dù mất đi nhiều thành viên, công đoàn có một truyền thống lâu đời và kinh nghiệm sâu sắc trong việc tổ chức, và tiếp tục ở cấp tiểu bang và quốc gia huy động lực lượng cho một chương trình nghị sự tự do, đặc biệt là liên quan đến phiếu cho đảng Dân chủ, thuế má, chi tiêu, đại diện công đoàn, và các mối đe dọa việc làm tại Mỹ từ thương mại với nước ngoài. Bù đắp sự suy giảm trong khu vực tư nhân, là sự phát triển của tổ chức công đoàn trong khu vực công. Các thành viên của công đoàn trong khu vực công, chẳng hạn như giáo viên, cảnh sát và nhân viên thành phố, tiếp tục tăng, hiện nay bao gồm 42% số lao động của chính quyền địa phương. Cuộc khủng hoảng tài chính mà ảnh hưởng đến các bang của Mỹ trong cuộc suy thoái 2008-2011 tập trung sự chú ý gia tăng về các hệ thống hưu bổng cho nhân viên chính phủ, với phe bảo thủ cố gắng giảm hưu bổng.

### Chủ nghĩa bảo vệ môi trường
Một đề tài tranh luận chính trị mới bất ngờ nổi lên trong những năm 1970 tập trung vào vấn đề môi trường. Các cuộc tranh luận đã không rơi gọn vào một chiều hướng Tả-Hữu, bởi vì tất cả mọi người bày tỏ sự ủng hộ của họ đối với các vấn đề môi trường. Chủ nghĩa bảo vệ môi trường kêu gọi các tầng lớp trung lưu có học thức, nhưng làm dấy lên những lo ngại trong số người khai thác rừng, nông dân, chủ trang trại, công nhân lao động, các công ty ô tô và các công ty dầu hỏa có lợi ích kinh tế bị đe dọa bởi các quy định mới. Do đó các người bảo thủ có xu hướng chống lại bảo vệ môi trường trong khi những người tự do ủng hộ các biện pháp mới để bảo vệ môi trường.
Những người tự do hỗ trợ Hội Wilderness Society và Câu lạc bộ Sierra, và đôi khi thành công trong việc ngăn chặn các nỗ lực của công ty gỗ và khoan dầu để mở rộng các hoạt động của họ. Các quy định môi trường giới hạn việc sử dụng DDT, giảm mưa acid, và bảo vệ các loài động vật và thực vật. Trong phong trào bảo vệ môi trường, có một số phần tử quá khích nhỏ ủng hộ hành động trực tiếp hơn là ban hành luật pháp. Trong các cuộc tranh luận ở thế kỷ 21 về hành động lớn để đảo ngược hiện tượng nóng lên toàn cầu việc xử lý khí thải carbon được đặt nặng trong chương trình nghị sự. Phong trào môi trường tại Hoa Kỳ ít hỗ trợ các đảng nhỏ, không giống như châu Âu, nơi các đảng xanh đóng một vai trò ngày càng tăng trong chính trị.

### Kết thúc sự đồng thuận tự do
Trong những năm Nixon làm tổng thống (và cả thập niên 1970), sự đồng thuận tự do bắt đầu tan rã khi Ronald Reagan được bầu làm tổng thống đánh dấu sự bầu cử chính quyền không theo chính sách Keynes đầu tiên và ứng dụng đầu tiên của chính sách Kinh tế học trọng cung (supply-side economics). Các liên minh với những người theo đảng Dân chủ miền Nam da trắng đã biến mất trong thời đại dân quyền. Trong khi sự ban quyền cho người Mỹ gốc Phi được ổn định mở rộng giới cử tri bao gồm nhiều cử tri mới có cảm tình với quan điểm tự do, nó không đủ để bù đắp cho sự mất mát của một số người Dân Chủ miền Nam. Một làn sóng bảo thủ dâng lên đáp ứng với những thất bại được cảm nhận của các chính sách tự do. Tổ chức lao động, lâu nay là một bức tường thành của sự đồng thuận tự do, đã qua đỉnh cao của quyền lực của nó tại Mỹ và nhiều công đoàn đã tiếp tục ủng hộ cuộc chiến tranh Việt Nam, ngay cả khi các chính trị gia tự do ngày càng quay lưng lại với nó.
Năm 1980, nhà lãnh đạo khối tự do là Thượng nghị sĩ Ted Kennedy; ông thách thức đương kim Tổng thống Jimmy Carter để được đề cử ứng viên tổng thống đảng Dân chủ vì thất bại của Carter làm giới tự do thất vọng. Kennedy bị đánh bại rõ ràng, và đến phiên Carter bị đánh bại bởi Ronald Reagan.
Các sử gia thường sử dụng 2 năm 1979-1980 để xác định một sự tập hợp lại triết học trong các cử tri Mỹ xa rời chủ nghĩa tự do dân chủ và hướng tới chủ nghĩa bảo thủ của thời đại Reagan. [ Tuy nhiên, một số người tự do giữ quan điểm thiểu số cho là không có sự thay đổi thực sự và thất bại của Kennedy chỉ đơn thuần là do tai nạn lịch sử gây ra bởi chiến dịch tranh cử yếu kém của ông ta, các cuộc khủng hoảng quốc tế và lợi thế của tổng thống đương nhiệm Carter.
Abrams (2006) lập luận rằng sự lu mờ của chủ nghĩa tự do được gây ra bởi một cuộc nổi dậy dân túy từ những người dân thường, thường với một chủ đề chính thống và chống hiện đại, được tiếp tay bởi các tập đoàn mong muốn làm suy yếu liên đoàn lao động và chế độ quy định của New Deal. Sự thành công của chủ nghĩa tự do chủ yếu, ông lập luận, đến từ nỗ lực của một tầng lớp ưu tú tự do cố thủ ở những vị trí xã hội, chính trị, và đặc biệt là tư pháp then chốt. Những người ưu tú này, Abrams cho rằng, áp đặt thương hiệu chủ nghĩa tự do của họ từ bên trong một số các tổ chức ít dân chủ và cô lập nhất, đặc biệt là các trường đại học, các quỹ, các cơ quan quản lý độc lập, và Tòa án Tối cao. Với chỉ một cơ sở được ưa chuộng ít, chủ nghĩa tự do dễ bị tổn thương bởi một cuộc phản cách mạng dân túy của các lực lượng dân chủ hay số đông trong nước.

### Chính quyền Clinton và Con đường thứ ba
Thuật ngữ Third Way đề cập đến các quan điểm chính trị khác nhau mà cố gắng để hòa giải chính trị cánh hữu và cánh tả bằng cách tán thành một tổng hợp khác nhau của các chính sách kinh tế cánh Hữu và chính sách xã hội cánh Tả. Con đường thứ ba đã được tạo ra như là một đánh giá lại nghiêm túc các chính sách chính trị trong nhiều phong trào cấp tiến trung tả để đáp ứng với hậu quả của sự sụp đổ niềm tin quốc tế trong khả năng kinh tế của chính sách can thiệp kinh tế nhà nước mà trước đây đã được phổ biến bởi Keynes; và sự ưa chuộng gia tăng tương ứng của chủ nghĩa tân tự do và cánh Hữu mới. Nó hỗ trợ việc theo đuổi chủ nghĩa bình quân lớn hơn trong xã hội thông qua các hành động để tăng sự phân bố các kỹ năng, năng lực và nguồn lực sản xuất, trong khi từ chối phân phối lại thu nhập như là phương tiện để đạt được điều này. Nó nhấn mạnh cam kết với: ngân sách cân bằng, cung cấp cơ hội bình đẳng kết hợp với một sự nhấn mạnh về trách nhiệm cá nhân, phân cấp quyền lực của chính phủ đến mức thấp nhất có thể, khuyến khích quan hệ đối tác công-tư, cải thiện cung ứng lao động, đầu tư phát triển con người, bảo vệ các nguồn vốn xã hội, và bảo vệ môi trường.

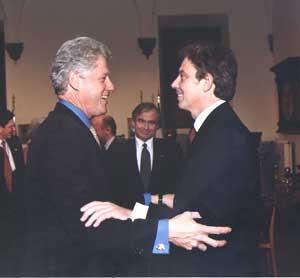
Bill Clinton và Tony Blair, 2 người ủng hộ con đường thứ ba

Tại Hoa Kỳ, những người ủng hộ con đường thứ ba đi theo con đường bảo thủ tài chính đến một mức độ lớn hơn là những người theo chủ nghĩa tự do xã hội truyền thống, và ủng hộ một số thay thế các phúc lợi xã hội bằng việc lao động, và đôi khi ưa chuộng mạnh mẽ các giải pháp thị trường hơn cho các vấn đề truyền thống (như trong thị trường ô nhiễm), trong khi từ chối kinh tế laissez-faire hoàn toàn và các quan điểm tự do khác. Phong cách cai trị kiểu con đường thứ ba đã được cương quyết thực hiện và một phần định nghĩa lại dưới chính quyền của Tổng thống Bill Clinton. Liên quan đến các tổng thống Mỹ, thuật ngữ "con đường thứ ba" đã được giới thiệu bởi nhà khoa học chính trị Stephen SKOWRONEK, người đã viết The Politics Presidents Make (Chính trị, các tổng thống làm 1993, 1997; ISBN 0-674-68937-2)  Các tổng thống con đường thứ ba "làm suy yếu phe đối lập bằng cách mượn chính sách của nó trong một nỗ lực để chiếm được cánh Trung và với nó để đạt được sự thống trị chính trị. Các chính sách kinh tế của Nixon chẳng hạn, là một sự tiếp nối của "Great Society" của Johnson; cải cách phúc lợi và ủng hộ các hình phạt tử hình của Clinton; và tư tưởng cánh Trung thực dụng của Obama.
Sau khi Tony Blair lên cầm quyền ở Anh, Clinton, Blair và các lãnh tụ con đường thứ ba khác tổ chức các hội nghị để thúc đẩy triết lý con đường thứ ba vào năm 1997 tại Chequers ở Anh. (Định nghĩa cụ thể của chính sách cách thứ ba có thể khác nhau giữa châu Âu và châu Mỹ.) Năm 2004, một số cựu đảng viên đảng Dân chủ Hoa Kỳ thành lập một viện nghiên cứu mới tại Washington, DC, được gọi là con đường thứ ba (Third Way), mà tự quảng cáo mình là một "trung tâm chiến lược cấp tiến".
Con đường thứ ba đặc biệt bị chỉ trích nặng nề bởi nhiều người dân chủ xã hội, người chủ nghĩa xã hội dân chủ và người cộng sản như một sự phản bội của các giá trị cánh Tả. Hội đồng Lãnh đạo đảng Dân chủ (Democratic Leadership Council) mà cũng theo chính sách chính trị con đường thứ ba, bị đóng cửa vào năm 2011. Bình luận về ảnh hưởng suy yếu của DLC, Politico mô tả nó như là "tổ chức trung dung mang tính biểu tượng của những năm Clinton" mà "lâu nay đã bị mờ dần từ giữa những năm 90, bị bôi xấu bởi cánh Tả là một biểu tượng của "phương pháp tam giác" tại một thời điểm khi có rất ít hứng thú cho đấu tranh trong nội bộ đảng về cánh Trung hữu ".